# Cho Eun-hwa
Cho Eun-hwa (Busan, 1973) is een Zuid-Koreaanse componist. In 2009 won ze de eerste prijs in de prestigieuze Koningin Elisabethwedstrijd voor compositie te Brussel.

## Biografie
Cho studeerde bij Chang Cheng-ck aan de Universiteit van Korea en bij Hanspeter Kyburz aan de Hochschule für Musik Hanns Eisler. De werken van Cho werden uitgevoerd op de meest vermaarde festivals wereldwijd, waaronder het Asian Contemporary Music Festival in Seoel (2002), het Ultraschall Festival für neue Musik in Berlijn (2003), het Acanthesfestival (2003) en de Internationale Ferienkurse für Neue Musik in Darmstadt (2004).

## Prijzen
Ze behaalde de Eerste Prijs van de Hanns-Eisler-Preis (Berlijn, 2002) en de Weimarer Frühjahrstage für zeitgenössische Musik (2003), de Tweede Prijs op de tweede Internationale Wedstrijd van het Molinari Quartet (2005) en won ook de Busoni Kompositionspreis (Berlijn, 2008).
- Gemeinsame Normdatei: 141589965
- International Standard Name Identifier: 0000 0004 7877 5703
- Library of Congress Control Number: n2007085180
- MusicBrainz: 1432c9fa-34db-42ea-a085-18880f92889c
- Virtual International Authority File: 58538117
- WorldCat: E39PBJwd9jxh3gtP7rPPxXth73